# Esmeraldasskogsjuvel
Esmeraldasskogsjuvel (Chaetocercus berlepschi) är en fågel i familjen kolibrier.

## Utseende och läte
Esmeraldasskogssjuvelen är en mycket liten (6–7 cm) kolibri med slående violett, grönt och vitt i hanens fjäderdräkt. Ovansidan är koppargrön, liksom på flankerna och i ett smalt bröstband. Strupen är glittrande purpurrosa, bröstet gråvitt och bakom ögat syns ett kort vitt streck. Stjärten är kluven med de yttersta stjärtpennorna nålsmala. Även honan är koppargrön ovan och har det vita ögonstrecket, men undersidan är vitaktig med persikofärgad anstrykning, på strupen mer beige. Stjärten är gulbrun med gröna centrala stjärtpennor och ett svart band en bit in från spetsen. Båda könen har en rak och svart näbb. Lätet består av snabba "chit-cheet" och "chit-chit-cheet".

## Utbredning och systematik
Fågeln förekommer i låglänta områden i västra Ecuador (Esmeraldas, Manabi och Guayas).

## Status
Esmeraldasskogsjuvel är sällsynt och förekomsten inom utbredningsområdet är mycket fragmenterad. IUCN kategoriserar arten som sårbar.

## Namn
Fågelns vetenskapliga artnamn hedrar den tyske ornitologen Hans von Berlepsch (1850-1915).